# 埃尔多拉多县
埃尔多拉多县（英語：El Dorado County）是美国加利福尼亚州的一个郡，县治普莱瑟维尔。根据美国普查局2020年统计，共有人口191,185人；人口比例白人約占89.71%、亞裔占2.13%、印第安人占1.0%。

## 人口集居地

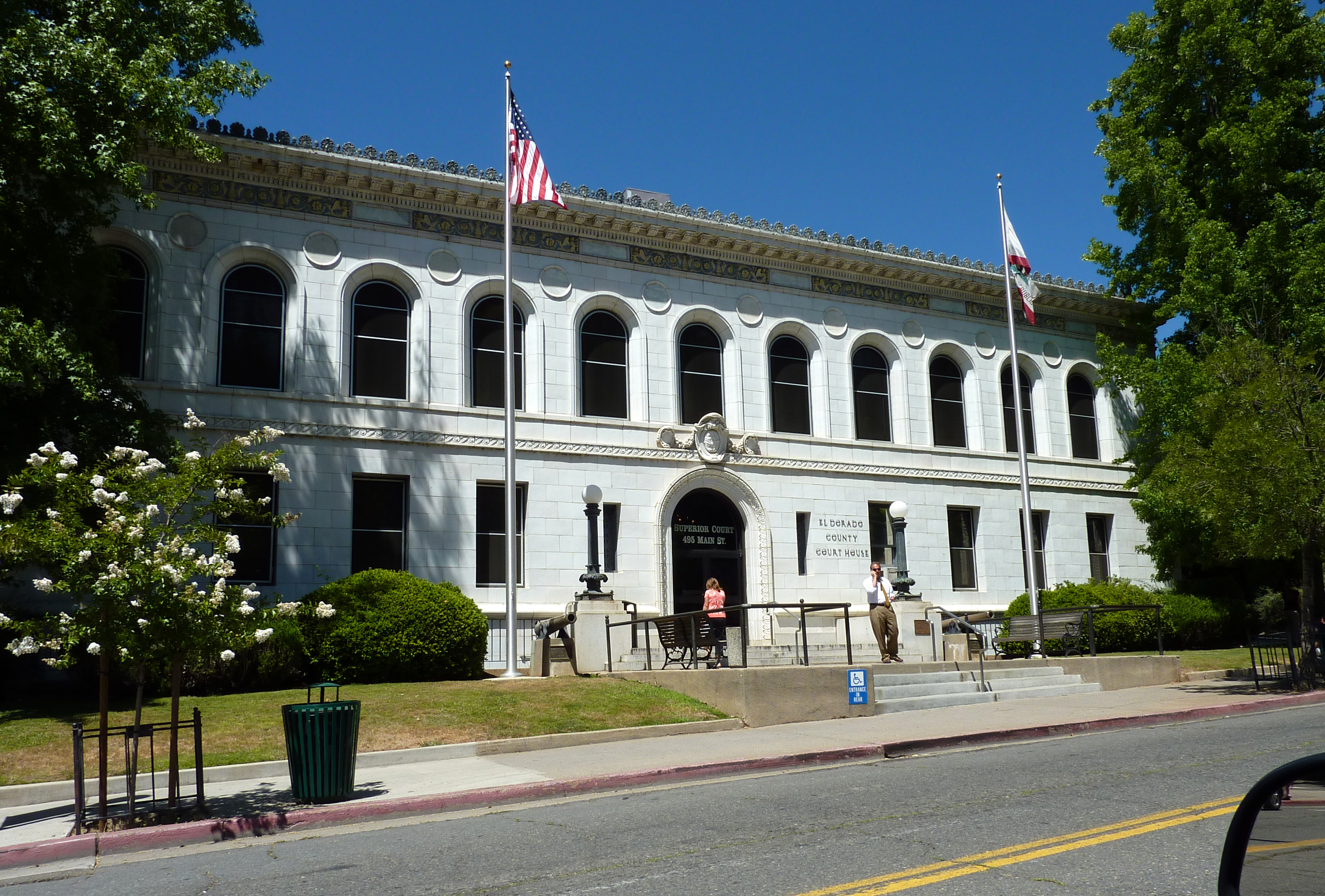
埃爾多拉多郡行政中心，位於普萊瑟維爾

### 建制市
| 自治体（市/镇）                        | 成立年份 | 人口（2018） |
| -------------------------------------- | -------- | ------------ |
| 普萊瑟維爾（Placerville）              | 1854     | 11,048       |
| 南太浩湖／南塔霍湖（South Lake Tahoe） | 1965     | 22,036       |

### 人口普查指定地區
- 奧本萊克特雷爾斯
- 卡默朗公園
- 卡米諾
- 冷泉
- 科洛馬
- 戴蒙德斯普林斯
- 埃爾多拉多山
- 喬治敦
- 格里茲利弗拉茨
- 波洛克派因斯
- 欣格爾斯普林斯
- 塔霍馬（部份地區隸屬其他郡份）

### 非建制社區
- 頂點
- 阿羅約維斯塔
- 奧庫姆
- 阿文斯諾角
- 鮑德森角
- 博內蒂
- 布蘭登角
- 布雷拉
- 布里爾伍德峽谷
- 布賴恩茨
- 巴克艾
- 水牛山
- 布拉德
- 卡爾多
- 康布里奇奧克斯
- 卡默朗艾爾帕克莊園
- 卡米諾高地
- 坎普理察森
- 坎帕納
- 錫達爾格羅夫
- 克拉克斯維爾
- 克勞森紐斯
- 庫爾
- 科約特維爾
- 克雷森特嶺村
- 克羅夫特
- 克朗村
- 特林頓
- 鹿園
- 迪爾維爾
- 迪奇坎普費弗
- 杜根
- 埃科湖
- 埃爾多拉多
- 翡翠灣
- 埃克斯特里安村
- 費爾普萊
- 費爾班克斯
- 福倫利夫
- 五英里陽台
- 弗隆利斯
- 福尼斯
- 方廷普萊斯
- 弗蘭西斯坎村
- 弗蘭奇敦
- 弗雷什龐德
- 加登瓦利
- 吉爾伯茨
- 格倫里奇公園
- 戈爾德山
- 戈爾德嶺
- 戈爾德特雷爾公園
- 戈弗諾斯村
- 綠泉牧場
- 綠泉谷
- 綠谷畝
- 格林伍德
- 格里明格
- 格里茲利皮克
- 開心谷
- 希科克牧場
- 希登瓦利
- 海蘭村
- 傑霍克
- 瓊斯普萊斯
- 凱爾西
- 金斯維爾
- 基瓦比奇
- 基伯茲
- 拉克雷斯塔村
- 萊克山莊園
- 萊克瓦利
- 萊克里奇奧克斯
- 萊克伍德西埃拉
- 拉特羅布
- 利奧納迪
- 小挪威
- 洛塔斯
- 下福尼
- 曼扎尼塔阿克雷斯
- 馬布爾芒廷
- 馬里蒙特
- 馬里納村
- 麥康奈爾普萊斯
- 麥克馬納斯
- 梅多布魯克
- 米克斯灣
- 梅斯
- 梅爾森斯角
- 梅耶斯
- 莫里森
- 莫托城
- 納什維爾
- 內布爾霍恩
- 紐敦
- 北普萊瑟維爾
- 橡樹溪山
- 橡樹嶺村
- 橡樹村
- 舊吉姆堡
- 舊皮諾
- 奧莫牧場
- 歐廷代爾
- 太平洋
- 太平洋屋
- 公園村
- 珀克斯角
- 菲利普斯
- 皮利肯
- 飛行員山
- 皮諾格蘭德
- 愉快谷
- 波明斯
- 昆特
- 拉弗托
- 蘭喬德索爾
- 雷斯克
- 里奇維尤村
- 里弗頓
- 聖安德魯斯村
- 西奧茨坎普
- 肖特普萊斯
- 什拉布
- 西埃拉斯普林斯
- 斯金納斯
- 斯萊公園
- 史密斯弗拉特
- 索普威德
- 索默塞特
- 斯潘尼什弗拉特
- 斯普雷克斯維爾
- 斯普林克里克
- 斯普林瓦利
- 斯普林菲爾德梅多斯
- 斯通蓋特村
- 斯特羅伯里
- 薩米特村
- 斯威尼斯克羅辛
- 塔拉克村
- 泰格利利
- 雙橋
- 泰勒斯角
- 上福尼
- 范弗勒克
- 弗納
- 沃爾凱諾維爾
- 沃斯
- 沃特福德村
- 懷特霍爾
- 溫特哈芬村
- 齊莊園

## 外部連結
- 官方网站
- 埃爾多拉多郡歷史博物館官方網站（页面存档备份，存于）

38°47′N 120°32′W / 38.78°N 120.53°W